# 野村みな美
野村 みな美（のむら みなみ、2000年2月10日 - ）は、日本の元アイドル、元歌手で、ハロー!プロジェクトに所属していたこぶしファクトリーの全活動期（2015年 - 2020年）のメンバー。公式ニックネームはみなみな。メンバーカラーはロイヤルブルー。
東京都出身。血液型B型。身長155cm。アップフロントプロモーションに所属していた。

## 略歴
2012年
- 6月、ハロプロ研修生に加入した[2]。
- 6月17日、山野ホールにて開催された『ハロプロ研修生 発表会 2012〜6月の生タマゴShow!〜』において、小田さくら、岡村里星、山岸理子とともに新メンバーとして紹介された[3]。

2014年
- 『モーニング娘。'14コンサートツアー春〜エヴォリューション〜』に、吉橋くるみ、和田桜子、稲場愛香、新沼希空、段原瑠々とともにチャレンジアクトとして帯同[4]。
- 『Berryz工房デビュー10周年記念コンサートツアー2014秋 〜 プロフェッショナル 〜』に、田口夏実、藤井梨央、段原瑠々、船木結とともにチャレンジアクトとして帯同[5][6]。

2015年
- 1月2日、ハロー!プロジェクトのコンサートツアー『Hello! Project 2015 WINTER』中野サンプラザ公演にて新ユニット（同年2月25日に「こぶしファクトリー」と命名）の結成が発表され、そのメンバーとなる[7]。
- 6月3日公開の『ハロ!ステ#120』にてメンバーカラーが「ロイヤルブルー」であることを発表[8]。
- 9月2日、シングル『ドスコイ!ケンキョにダイタン/ラーメン大好き小泉さんの唄/念には念（念入りVer.）』でこぶしファクトリーとしてメジャーデビュー[9]。

2018年
- 9月8日、1st写真集「清,爽」を発売[10]。

2020年
- 1月8日、同年3月30日をもってこぶしファクトリーが解散すること、また、ハロー!プロジェクトも卒業、更に芸能活動を休止し、今後は海外留学を考えていることを発表[11]。
- 3月30日、東京ドームシティホールにて開催された無観客ライブ『こぶしファクトリー ライブ2020 〜The Final Ring!〜』を以ってこぶしファクトリー、およびハロー!プロジェクトを卒業した[12]。以後は目立った芸能活動を行っていなかった。

2022年
- 12月31日、所属事務所であるアップフロントプロモーションとの専属マネージメント契約は既に終了していること、また同日付で問い合わせ業務も終了することが発表される[13][14]。

## 人物
- 母親が勝手にモーニング娘。の9期オーディションに応募して、それがきっかけでハロプロ研修生になった[15]。
- 自分の性格をマイペース、ポジティブ(時々ネガティヴ)と分析している。
- 自分の長所として次の日になると嫌なことを半分以上忘れてること、また短所として少し人見知りなところを挙げている。
- 好きな先輩として、和田彩花（元アンジュルム）の名前を挙げている。こぶしファクトリーとしてのメンバーカラーも和田の系統への希望を表明していたが、結果的には、2014年12月30日まで和田が使用していた青の系統色となる、ロイヤルブルーとなった（和田の現行カラーである赤の系統色は小川麗奈が使用することになった）。
- 好きな飲み物として烏龍茶、ジャスミン茶、好きな食べ物としてイタリアン、フルーツ、お味噌汁、パン、苦手な食べ物として海鮮、セロリ、ねぎ類、グリンピース、甘い人参・・・・を挙げている。
- こぶしファクトリー内でのライバルとして浜浦彩乃を、他のグループのライバルとして、ハロプロ研修生の同期であるつばきファクトリーの山岸理子を挙げている[16]。

## 作品

### 映像作品
- Greeting〜野村みな美・田口夏実〜（2017年1月26日、UP-FRONT WORKS）[17]

## 出演

### 舞台
- 演劇女子部 ミュージカル「Week End Survivor」（2015年3月26日 - 4月5日、シアターグリーン BIG TREE THEATER） - チアキ 役[18]
- JKニンジャガールズ（2017年2月23日 - 3月4日、全労済ホール/スペース・ゼロ）[19] - 服部ココア 役
- 演劇女子部「遙かなる時空の中で6 外伝 〜黄昏ノ仮面〜」（2019年6月12日・14日、サンシャイン劇場） - 友情出演[20]
- こくみん共済 coop ホール／スペース・ゼロ提携公演 演劇女子部「リボーン～13人の魂は神様の夢を見る～」（2019年11月14日 - 24日、こくみん共済 coop ホール／スペース・ゼロ） - 織田信長 役

### 映画
- 映画版 JKニンジャガールズ（2017年7月17日公開、東映）[21] - 服部ココア 役

### ウェブテレビ
- FC町田ゼルビアをつくろう〜ゼルつく〜（2019年3月 - 12月、AbemaTV）- 執行部

## 書籍

### 写真集
- 野村みな美・田口夏実(こぶしファクトリー)ミニ写真集『Greeting-Photobook-』（2017年2月18日、オデッセー出版）[22]
- 清,爽（2018年9月8日、オデッセー出版、撮影：長野博文） [10]

## 参加ユニット
- こぶしファクトリー（2015年 - 2020年）
- シャッフルユニット
  - ハロプロ・オールスターズ（2018年 - 2019年）